# Govenia alba
Govenia alba är en orkidéart som beskrevs av Achille Richard och Henri Guillaume Galeotti. Govenia alba ingår i släktet Govenia och familjen orkidéer. Inga underarter finns listade i Catalogue of Life.

## Bildgalleri

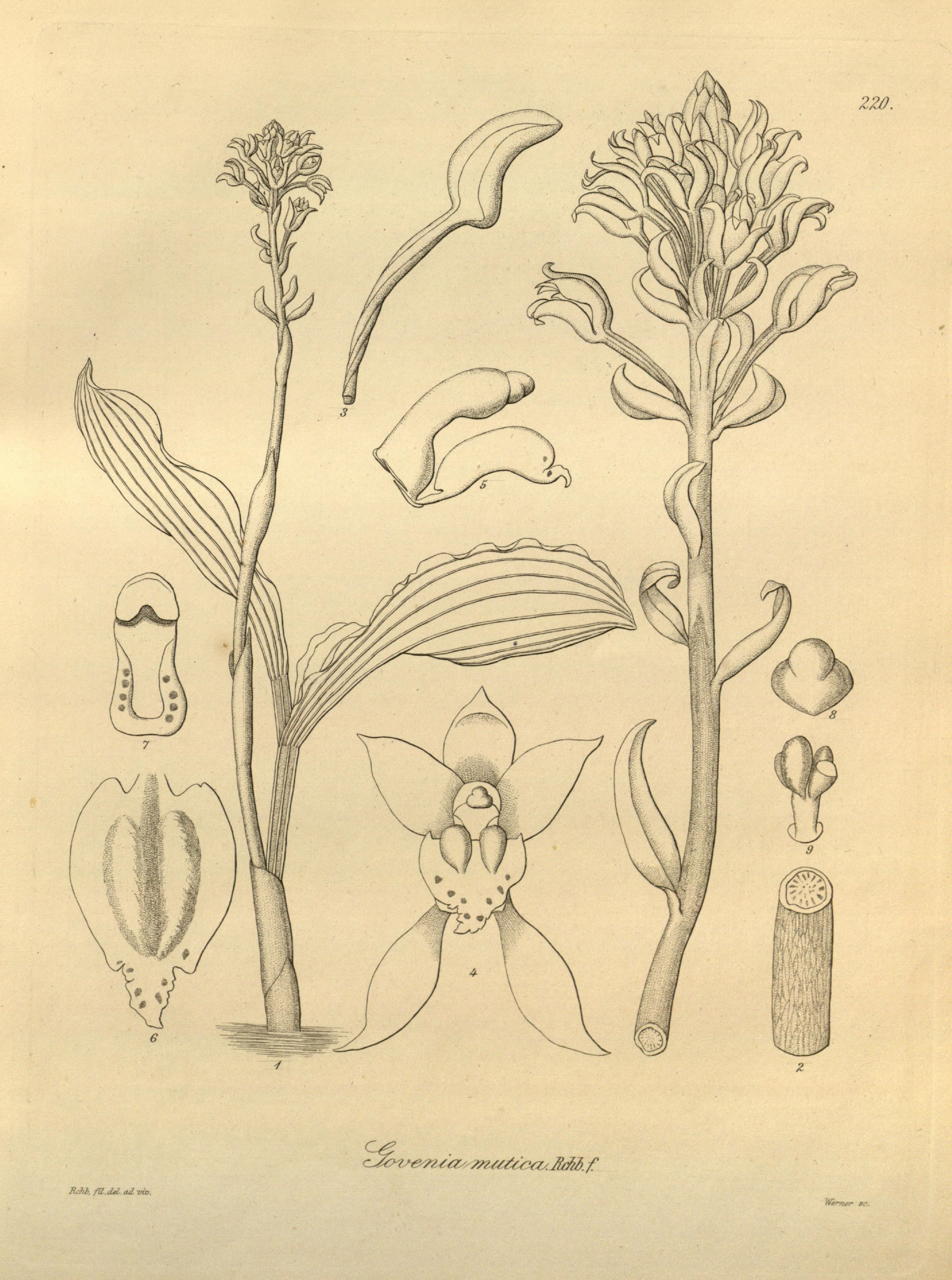